# Venezia Mestre
Venezia Mestre (włoski: Stazione di Venezia Mestre) – stacja kolejowa w Wenecji, w dzielnicy Mestre, w regionie Wenecja Euganejska, we Włoszech. Znajduje się tu 5 peronów. Korzysta z niej dziennie około 35 000 osób.
Stacja nie posiada przejścia nadziemnego – znajduje się tu jedynie przejście podziemne. Do stacji Venezia Santa Lucia prowadzi ponad 3-kilometrowy most z 1846, nieprawidłowo nazywany czasem Ponte Della Libertà (nazwa ta odnosi się do równoległego mostu drogowego). 